# Sarah Webb
Sarah Webb (13 de janeiro de 1977) é uma velejadora britânica, campeã olímpica. Ela competiu nos Jogos Olímpicos de Verão de 2004 na classe Yngling e conquistou a medalha de ouro, tendo totalizado 56 pontos nas onze regatas disputadas, ao lado de Shirley Robertson e Sarah Ayton. Na edição seguinte, nos Jogos de 2008, voltou a conseguir o ouro na mesma classe, com Ayton e Pippa Wilson.
Webb juntou-se à equipe juvenil da Royal Yachting Association e competiu na classe Laser Radial no Campeonato Mundial Juvenil da ISAF em 1995 e 1996. No início de 2007, Webb apareceu e venceu o programa de culinária da BBC Ready Steady Cook contra o também medalhista olímpico Nick Rogers. Já Membro da Ordem do Império Britânico (MBE), foi nomeada Oficial da Ordem do Império Britânico (OBE) nas Honras de Ano Novo de 2009. Ela se casou com o multimilionário Adam Gosling, filho do ex-magnata dos estacionamentos Sir Donald Gosling, em 2009.